# Janiva Magness
Janiva Magness (ur. 30 stycznia 1957) – amerykańska wokalistka bluesowa.
W krótkim czasie stała się jedną z najbardziej rozpoznawalnych wokalistek współczesnego bluesa.Śpiewała w klubach i barach w zamkniętym trójkącie miast Minneapolis - Chicago - Detroit. Inspirowała się wykonawcami takimi jak: Etta James, Billie Holiday, Elmore James, Aretha Franklin i Koko Taylor. Nawiązywała współpracę ze znanymi wykonawcami, m.in. Brianem Setzerem oraz Jimmym Buffettem. Wzięła udział w sesjach nagraniowych Kid Ramosa, Deacona Jonesa, Catfish Hodge’a i kilku innych solistów. Zadebiutowała pod koniec lat 90. płytami It Takes One to Know One i My Bad Luck Soul. Wykonuje bluesa akustycznego, standardy z epoki Bessie Smith, utwory rhythm and bluesowe w stylu nowoorleańskim i dynamiczne kawałki bluesrockowe.

## Dyskografia
- What Love Will Do  - Alligator Records (2008)
- Do I Move You  - Northern Blues
- Bury Him at the Crossroads  - Northern Blues
- Use What You Got - Blues Leaf Records
- Blues Ain't Pretty - Janiva Magness Band - Blues Leaf Records
- My Bad Luck Soul - Janiva Magness Band   Blues Leaf Records
- It Takes One to Know One - Janiva Magness & Jeff Turmes - Fat Head Records
- More Than Live - Tige Records
- Stronger For It - Alligator Records (2012)